# Punta Cornour
Punta Cornour – szczyt w Alpach Kotyjskich, części Alp Zachodnich. Leży w północno-zachodnich Włoszech w regionie Piemont, blisko granicy z Francją. Góruje nad dolinami Valle Germanasca i Val Pellice. Szczyt można zdobyć z miejscowości Prali w dolinie Valle Germanasca.